# Famille de Cupis de Camargo
Pour les articles homonymes, voir Cupis et Camargo.
 (juin 2014).
Si vous disposez d'ouvrages ou d'articles de référence ou si vous connaissez des sites web de qualité traitant du thème abordé ici, merci de compléter l'article en donnant les références utiles à sa vérifiabilité et en les liant à la section « Notes et références ».
Les membres de la famille de Cupis de Camargo (olim Cupis alias Camargo), favorite des Muses, furent célèbres au XVIIIe siècle dans la musique et dans la danse.

## Origines
Si beaucoup d'auteurs de son siècle et du nôtre, lui ont donné une origine italienne voire espagnole, cette famille n'en est pas moins de souche profondément bruxelloise et brabançonne tant wallonne que flamande.
Le plus ancien ancêtre prouvé en est Alexandre Cupis alias Camargo (de son nom de guerre), lieutenant d'une compagnie de cuirassiers et qui avait épousé Élisabeth Lejeune, dame de la Baillerie (Brabant wallon).

## Généalogie
- Alexandre Cupis alias Camargo, dont:
  - Thierry de Cupis alias Camargo (décédé le 21 janvier 1675), époux de Anne-Dorothée Le Gros Ils sont les ancêtres des Cupis de Camargo membres des Lignages de Bruxelles.
  - Jean de Cupis alias Camargo.
- Jean de Cupis alias Camargo (décédé le 17 septembre 1658), époux de Anne d'Herville, fille de Louis et de Jeanne van Gindertaelen, dame d'Opperseel et d'Osselt.
  - Michel de Cupis alias Camargo (décédé en 1686), époux de Marie Douwé (Douay ou Douwez).
  - Ferdinand-Joseph de Cupis alias Camargo (né le 29 février 1684, décédé le 19 mars 1757), époux de Marie-Anne de Smet, dont, parmi quatre enfants :
    - Marie-Anne de Cupis de Camargo (née le 15 avril 1710 et décédé le 28 avril 1770), danseuse.
    - Jean-Baptiste de Cupis de Camargo (né le 23 novembre 1711, décédé le 30 avril 1788), musicien, époux de Constance Dufour.
    - François Cupis de Renoussard (1732-1808), violoncelliste et compositeur, fut de 1750 à 1770 avec un autre frère, sociétaire de l'Opéra Royal de Paris.

## Pour approfondir